# Ablabesmyia truncata
Ablabesmyia truncata är en tvåvingeart som först beskrevs av Maurice Emile Marie Goetghebuer 1938.  Ablabesmyia truncata ingår i släktet Ablabesmyia och familjen fjädermyggor. Inga underarter finns listade i Catalogue of Life.